# Propuesta 39 (2012)
La Propuesta 39 es una iniciativa legislativa en el estado de California (Estados Unidos) que modifica la manera como empresas fuera del estado calculan sus cargas conforme el impuesto sobre la renta. Los votantes en la elección general del 12 de noviembre tendrán la opción de votar "sí" o "no" sobre la iniciativa.
Quienes apoyan la Propuesta 39 alegan que corregirá una elusión fiscal que actualmente beneficia a las empresas fuera del estado que toman trabajos fuera de California, y que, para efectos fiscales, tratará a las empresas fuera del estado de la misma manera en la que son tratadas las empresas establecidas en California. Los ahorros generados por la corrección de la laguna serán dirigidos para financiar escuelas públicas y crear empleos en el estado, especialmente empleos en el sector de energía renovable. Quienes se oponen alegan que la Propuesta 39 es sólo un incremento a los impuestos, que generará que las empresas fuera del estado tengan menor interés de hacer negocios en California. La propuesta no afecta a las empresas establecidas en California ni a los residentes de California.
La Oficina de Análisis Legislativo del Estado de California, un organismo apartidista, ha determinado que cambiar la manera en cómo las empresas fuera del estado son gravadas en el estado de California generará aproximadamente $1 billón de dólares en ingresos y creará 40,000 empleos.
El principal soporte financiero de la Propuesta 39 es Thomas Steyer, quien también tuvo un rol prioritario en diseñar la iniciativa. Kevin de Leon, Senador del estado de California, es el codirector de la campaña de la Propuesta 39.

## Antecedentes
En 2009, los legisladores de Sacramento cambiaron el impuesto corporativo para que empresas fuera del estado pudieran escoger entre dos formas de calcular su impuesto sobre la renta para el estado de California. Las empresas podían escoger entre el método de "tres factores" o el de "factor de ventas únicas". El método de tres factores considera la mitad de la notificación de impuestos a pagar por parte de la empresa en ventas dentro del estado, y para la otra mitad se consideran las propiedades y empleados dentro del estado.
Una empresa con amplios márgenes de venta pero sin presencia física dentro del estado reduce significativamente su carga impositiva cuando escoge el método de los tres factores. El cambio fue parte de una negociación de un presupuesto balanceado por parte de Arnold Schwarzenegger y los Republicanos estatales. El estado de California es el único que permite a las empresas fuera del estado elegir la manera en cómo será calculado su impuesto sobre la renta.
Dentro de quienes apoyan la Propuesta 39 se encuentran el filántropo y hombre de negocios de San Francisco, Thomas Steyer, quien fundó Farallon Capital, un fondo de cobertura, y el Banco One Pacific , un banco comunitario. Steyer, un firmante de The Giving Pledge, ha contribuido $21.9 millones de dólares de su propio dinero para financiar una campaña en favor de la iniciativa. En el 2010, Steyer codirigió el esfuerzo exitoso para derrotar a la Propuesta 23, una iniciativa para derogar las leyes de California contra el cambio climático.
La Liga de Votantes por la Conservación ha contribuido $25,000 dólares a la campaña, mientras que el Consejo de Trabajadores de Láminas de Metal de los Estados del Oeste han sumado $5,000 dólares
Leyes similares han sido aprobadas en los estados de Nueva Jersey, Illinois, y Texas. El Gobernador Republicando de Nueva Jersey, Chris Christie, indicó que corregir la elusión fue una parte importante del resurgimiento de Nueva Jersey.

### Proyecto de Ley 1500
John A. Pérez, un representante estatal de Los Ángeles, presentó el Proyecto de Ley 1500 en el 2012. La legislación busca remover el método de los tres factores del código fiscal estatal. Al 31 de agosto de 2012, el Proyecto de Ley 1500 no había logrado obtener el apoyo necesario para continuar el proceso. El ingreso por impuestos generados por el Proyecto de Ley 1500 habría reducido los costos de las colegiaturas a los estudiantes de la universidad estatal hasta en dos terceras partes para familias con ingresos menores a los $150,000 dólares anuales. Determinadas grandes empresas fuera del estado se opusieron al proyecto.

## La medida
La Propuesta 39 elimina la posibilidad para que las empresas fuera del estado elijan cómo calcular su carga impositiva para el estado de California. De aprobarse, todas las empresas que hagan negocios en el estado deberán de utilizar el método de factor de ventas únicas, que únicamente utiliza el monto de ventas para calcular el impuesto sobre la renta.
La Propuesta 39 también contiene las instrucciones sobre cómo se invertirán los ingresos adicionales por estos impuestos —aproximadamente $1 billón de dólares cada año. Para los primeros cinco años, la mitad de los nuevos ingresos por este impuesto se invertirían en proyectos de energía renovable. La otra mitad se iría a los fondos generales del estado. Después de cinco años, todo el ingreso adicional iría al fondo general.
Quienes apoyan esta medida mencionan a cuatro empresas en lo particular que han sido particularmente beneficiadas por la ley actual. Estas son el Grupo Chrysler, General Motors, International Paper, y Kimberly-Clark. Sin embargo, en septiembre de 2012, ambos, Procter & Gamble y Chrysler, anunciaron que no se opondrían a la Propuesta 39.
En 2011, el ejecutivo de Genentech, Andrea Jackson, explicó que su compañía estableció una nueva fábrica en Oregón para aprovechar el método de los tres factores Ella mencionó que la Ley Fiscal del estado de California fomentó que la empresa trasladara sus fábricas fuera del estado.
Un estudio reciente por parte de Beacon Economics, una firma de investigación independiente, arrojó que la Propuesta 39 podría limitar los incentivos a los pasivos de los negocios fuera del estado.

## Análisis

### Efectos Positivos
De acuerdo al análisis independiente, la aprobación de la Propuesta 39 incrementaría en $1 billón de dólares los ingresos estatales. Además, eliminaría las ventajas de construir nuevas instalaciones o contratar empleados fuera del estado. Quienes apoyan la medida indican que se podrían crear hasta 40,000 nuevos empleos. Grupos ambientalistas y de salud afirman que el dinero extra para proyectos de energía renovable ayudaría a contar con escuelas más seguras y mejor salud pública. El consejo editorial de The Sacramento Bee dijo que la Propuesta 39 representa el "cómo debería de funcionar la democracia directa.”

### Efectos Negativos
Quienes se oponen a la Propuesta 39 alegan que las empresas realizarían menos negocios dentro de California debido a que pagarían impuestos más altos. Afirman que el método de los tres factores ha estado en el código fiscal desde 1966. Otros temen que la propuesta incremente la burocracia y complejidad a una ya inflada ley fiscal. Señalan además el clima poco amigable de los impuestos a los negocios: El estado está ubicado en el lugar 48, de acuerdo a la Tax Foundation.

## Respaldos
Hasta septiembre de 2012, el periódico Los Angeles Times, el Sacramento Bee, el San Jose Mercury News, la Cámara de Comercio de San Francisco, el Vocero de la Asamblea Legislativa del estado de California,  John Pérez, la California Labor Federation, el presidente del Senado por el Estado de California pro Tem Darrell Steinberg, y el exsecretario de Estado de los Estados Unidos de América durante el periodo de Ronald Reagan, George Shultz, han respaldado la iniciativa.
El 26 de septiembre de 2012, el presidente del Partido Democrático del estado de California, John Burton, anunció su respaldo a la Propuesta 39. Otros apoyos recientes a la iniciativa incluyen a la Cámara de Comercio de San Francisco, American Lung Association, la Latin Business Association, la California Labor Federation, la California Community College Trustees, y la California League of Conservation Voters.
Desde el 1 de octubre de 2012, General Motors, International Paper, Kimberly Clark, Chrysler y Procter & Gamble dejaron de oponerse a la Propuesta.
La Cámara de Comercio de Simi Valley, la Cámara de Comercio de Carpintería Valley, la Cámara de Comercio de Oxnard, y las Cámaras Unidas de Comercio, todas se oponen a la Propuesta 39.

## Opinión Editorial

### "Sí a la 39"
- El Oakland Tribune respaldó formalmente la Propuesta 39, escribiendo "La Propuesta 39 ayudará a mantener los negocios con nosotros."[36]

- El Fresno Bee respaldó la Propuesta 39 el 1 de octubre de 2012. Ellos publicaron: "Si se aprueba, la iniciativa generará $1 billón de dólares al año."[37]

- El  Bakersfield Californian está apoyando la iniciativa, señalando que: "Es momento de arreglar una mala política fiscal, creada hace tres años por la Legislatura de California, de una vez por todas."[38]

- El Modesto Bee favorece a la Propuesta 39, al escribir: "La Propuesta 39 demuestra cómo debería de funcionar la democracia directa."[39]

- El San Diego Free Press ha anunciado su apoyo a la Propuesta 39. Ellos escribieron que: "La Propuesta 39 eliminaría la facultad de las empresas de decidir entre dos métodos de cálculo para sus cargas por el impuesto sobre la renta en California y les obliga a utilizar únicamente las ventas para el cálculo."[40]

- El Redding Record Searchlight ha demostrado su apoyo a la Propuesta 39 al escribir: "La [Propuesta 39] termina con un regalo de un billón de dólares a las empresas fuera del estado."[41]

- El Contra Costa Times está a favor de la Propuesta 39. Ellos publican: "Los creadores de leyes del Estado se han negado a corregir el error que cometieron en el 2009 cuando, en una tardía sesión sobre el presupuesto, crearon un incentivo fiscal para que las empresas se establecieran fuera de California. Los votantes deben de arreglar esto votando por la Propuesta 39 el próximo 6 de noviembre."[42]

- El Los Angeles Times ha apoyado la Propuesta 39. El la sección de opinión del 27 de septiembre de 2012, escribieron que: "Con la Propuesta 39 se recaudaría un estimado de $1 billón de dólares al año, y cerca de la mitad de lo recaudado se podría invertir temporalmente para hacer que los edificios públicos sean más eficientes en su consumo de energía."[43]

- El San Jose Mercury News apoyó la Propuesta 39, al escribir: "Los creadores de leyes del Estado se han negado a corregir el error que cometieron en el 2009 cuando, en una tardía sesión sobre el presupuesto, crearon un incentivo fiscal para que las compañías se establecieran fuera de california. Los votantes tendrán la posibilidad de corregirlo en su lugar, votando Sí el 6 de noviembre por la Propuesta 39."[44]

- El Sacramento Bee ha apoyado la Propuesta 39. El periódico aboga por que los votantes aprueben las medidas, publicando: "Esencialmente, las empresas fuera del estado tal como el fabricante de cigarros Altria han obtenido el privilegio de determinar cuál de los dos métodos de cálculo les permitía pagar la menor cantidad de impuestos estatales, y tienen la posibilidad de cambiar de uno a otro cada año, obteniendo así el mayor beneficio... la Propuesta 39 demuestra cómo debe de funcionar la democracia directa.”[7]

### "No a la 39"
- El San Francisco Chronicle se opuso a la iniciativa en una editorial de septiembre, señalando que: "La Propuesta 39, que debiera de invertir cerca e la mitad del $1 billón de dólares en ingresos anuales a proyectos de eficiencia energética, corrompe una muy buena idea (reforma fiscal) con una muy mala (presupuestación por votación)."[46]

- El San Diego Union Tribune se opone a la iniciativa, publicando: “Nosotros recomendamos un voto de No a la Propuesta 39."[47]

- El Ventura County Star se opuso a la Propuesta 39, señalando: "Quienes apoyan la Propuesta 39 pueden tener buenas intenciones, pero esta iniciativa en la votación del 6 de noviembre no cumple con esas expectativas. Star recomienda el voto por el no”."[48]

- El Pasadena Star-News se opuso a la Propuesta 39, publicando que: "La Propuesta 39 es una gran mezcla —tal como muchas de las iniciativas que aparecen en las boletas de votación de California— que debe ser rechazada."[49]

- El San Bernadino Sun se opuso a la iniciativa, escribiendo: “Del $1 billón de dólares o algo así de ingresos adicionales por impuestos que generaría ese cambio, la Propuesta 39 dirige la mitad a proyectos de eficiencia energética y proyectos de energía alternativa por cuatro años."[50]

- La junta editorial del Appeal-Democrat se opuso a la Propuesta 39 en un editorial de mayo, escribiendo: “Steyer dijo que la iniciativa crearía empleos verdes. Pero los impuestos destruyen los empleos al sacar el dinero del sector privado. Las mismas promesas de empleos verdes fueron hechas sobre el Proyecto de Ley 32, la Ley de Soluciones al Calentamiento Global de 2006, por el Gobernador Arnold Schwarzenegger. Pero el Proyecto de Ley 32 no evitó el desempleo estatal por un doloroso porcentaje por encima de la media nacional. Los verdaderos problemas de empleo en California no es la falta de empleos verdes, sino el severo clima anti-empleo del estado, a lo que contribuyen el Proyecto de Ley 32 y el espectro de iniciativa de Steyer.”[51]

- El Los Angeles Daily News: "...la medida tiene dos grandes problemas: Uno, es apenas otro ejemplo de una presupuestación por votación, dirigiendo la mitad de los ingresos generados a proyectos específicos en lugar de al presupuesto general; y dos, volvemos a una negociación del presupuesto que la Legislatura hizo hace tres años."[52]

- El San Gabriel Valley Tribune: "California no puede soportar ninguna presupuestación por votación más que esconde dinero con el sólo objetivo favorecido por quienes proponen la iniciativa — en este caso un billonario de fondos de cobertura. La Propuesta 39 crea la Fundación de Creación de Empleos de Energía Renovable, otra bolsa de dinero que no puede ser tocada, como el programa ‘First 5’ y los recursos de salud mental que las iniciativas anteriores nos han dado. Los objetivos son buenos, pero deberían de ser sopesados contra otras prioridades como la educación y el cuidado de los indigentes y ancianos."[53]

## Aprobación
La Propuesta 39 (2012) del Estado de California, fue aprobada en la votación del 6 de noviembre de 2012, con una votación de 61% a favor y 39% en contra.